# Otter Creek (Vermont)
L'Otter Creek è un corso d'acqua che scorre nel Vermont (Stati Uniti d'America) Esso è costituito inizialmente da due rami che scorrorrono nella contee di, rispettivamente, Rutland e di Addison. È uno dei maggiori fiumi del Vermont.

## Storia
Otter Creek (o "Kill") era noto ai francesi con il nome La Rivière aux Loutres( ovvero "Il fiume delle lontre")., da cui la denominazione in lingua inglese. Il 1º aprile 1690 fu chiesto al capitano Abraham Schuyler di Albany di risalire l'Otter Creek per circa 11 km e quindi di sorvegliare ed attaccare ogni indiano. Nel 1731 I francesi iniziarono la costruzione di un forte a Crown Point, noto poi come Fort Frederic. Prima di costruire il forte essi fondarono un nuovo insediamento chiamato Addison.
Vergennes, sita 11 km a monte della prima cascata del fiume, fu riconosciuta come città nel 1778, solo quattro anni dopo New Haven e Hartford e quindi fu la terza città della Nuova Inghilterra.

## Geografia

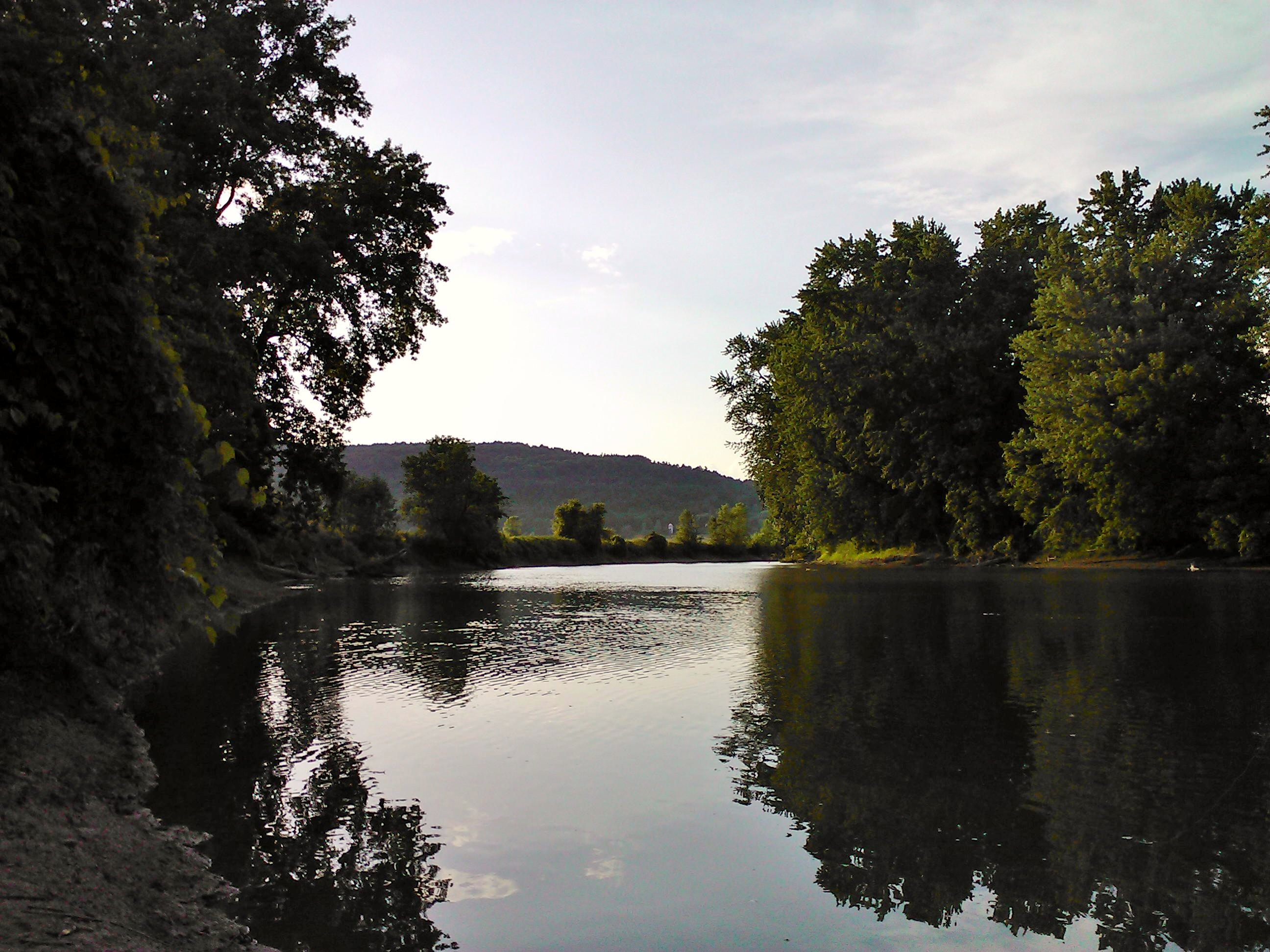
L'Otter Creek a Weybridge appena a nord del Lemon Fair River.

L'Otter Creek nasce nella Foresta Nazionale delle Green Mountains, sulla falda occidentale del Monte Tabor, nel territorio della cittadina di Peru, contea di Bennington e scorre verso sud-ovest nella città di Dorset verso la sua parte orientale, quindi cambia direzione verso nord nello Emerald Lake.  Dopo di che scorre in direzione nord passando per Danby, Wallingford, Clarendon e Rutland town, la città di Rutland e le città di Proctor, Pittsford e  Brandon, tutte nella contea di Rutland.  
Entrando nella contea di Addison, forma il confine tra numerose città. Esso passa prima per Middlebury, Weybridge e Vergennes ed infine sfocia nel Lago Champlain a Ferrisburgh.
Il tratto fra la foce al Fort Cassin Point, Lago Champlain (la località dell'ex Fort Cassin) e Vergennes è navigabile ed è frequentato da motoscafi, canoe e kayak. In effetti Vergennes era un cantiere navale di una certa importanza durante le guerre del XVIII secolo. Una rete di piattaforme sono state erette lungo il fiume, così è facile vedere  nella zona sia falchi pescatori che aquile di mare testabianca.
Il secondo gruppo di cascate, le Otter Creek Falls, si trova nella città di Middlebury, il luogo scelto nel 1800 quale sede di alta scuola, il Middlebury College. Secondo Around Middlebury, l'Otter Creek è il fiume più lungo del Vermont e fu una volta una importante via di trasporto attraverso la parte occidentale di quello che sarà poi lo stato del Vermont.
Nella contee di Addison e di Rutland, l'Otter Creek attraversa significative zone umide, in particolare Cornwall Marsh, Little Otter Creek Marsh ed il Brandon Swamp.